# Боргиђана (Пиза)
Боргиђана је насеље у Италији у округу Пиза, региону Тоскана.
Према процени из 2011. у насељу је живело 15 становника. Насеље се налази на надморској висини од 47 м.